# Olivier Gatto
Pour les articles homonymes, voir Gatto.
 (novembre 2009).
Si vous disposez d'ouvrages ou d'articles de référence ou si vous connaissez des sites web de qualité traitant du thème abordé ici, merci de compléter l'article en donnant les références utiles à sa vérifiabilité et en les liant à la section « Notes et références ».
Olivier Gatto est un contrebassiste, compositeur et arrangeur de jazz français.

## Biographie
Né le 22 janvier 1963 à Manosque, Olivier Gatto se fait remarquer très tôt au sein du Grand Orchestre de Jazz de l’Armée de L’Air. Il quitte cet ensemble pour suivre les cours d’arrangement et de composition au Berklee College of Music de Boston. Il reste à Boston trois ans et se produit alors avec Roy Hargrove, Danilo Perez, Antonio Hart, Joshua Redman, Mark Turner.
Il quitte l’école pour partir en tournée avec le tromboniste Slide Hampton.
De retour en Europe il accompagne Billy Cobham, Benny Golson, Joe Henderson, Ray Charles, Clark Terry, Lee Konitz, Ravi Coltrane, Glenn Miller Orchestra.
Il se produit aux festivals de Montreux, Nice, Marciac, Bucarest, Sofia, Paris Jazz Festival, Thessalonique, Bolzano, Vienne, Mons, 
Belgrade, etc.
Il a joué dans les principaux clubs européens ainsi que de New York : Porgy & Bess, Jazzland, Sunset-Sunside, Le Duc des Lombards, Jazz Club Lionel Hampton, New Morning, La Villa, Half Note Athènes, Zinc Bar, The Blue Note, Visiones (New York), ainsi qu'en plusieurs grandes salles d’Europe en Allemagne, Belgique, Autriche, Bulgarie, Espagne, Grèce, Italie, Monténégro, Norvège, Roumanie, Serbie, Suisse, etc.

## Collaborations
Il a enregistré avec : Cesária Évora, Billy Cobham, Salif Keita, John Stubblefield, Craig Bailey, Nicolas Simion etc.
Il a accompagné de nombreux musiciens dont : Ernie Watts, Mike Stern, Vincent Herring, Eric Alexander, Jeff "Tain" Watts, Eddie Henderson, Rick Margitza, Junior Cook, James Williams, George Cables,  Duško Gojković, Stjepko Gut, Jean-Loup Longnon, Victor Lewis, Billy Hart, Houston Person, Keith Copeland.

## Apparitions TV
Ses concerts ont été enregistrés et diffusés par France Musique (6 concerts), les télévisions nationales roumaine (7 concerts), bulgare (3 concerts), serbe (4 concerts), grecque (6 concerts) et font l’objet de diffusions régulières.